# Värttinä

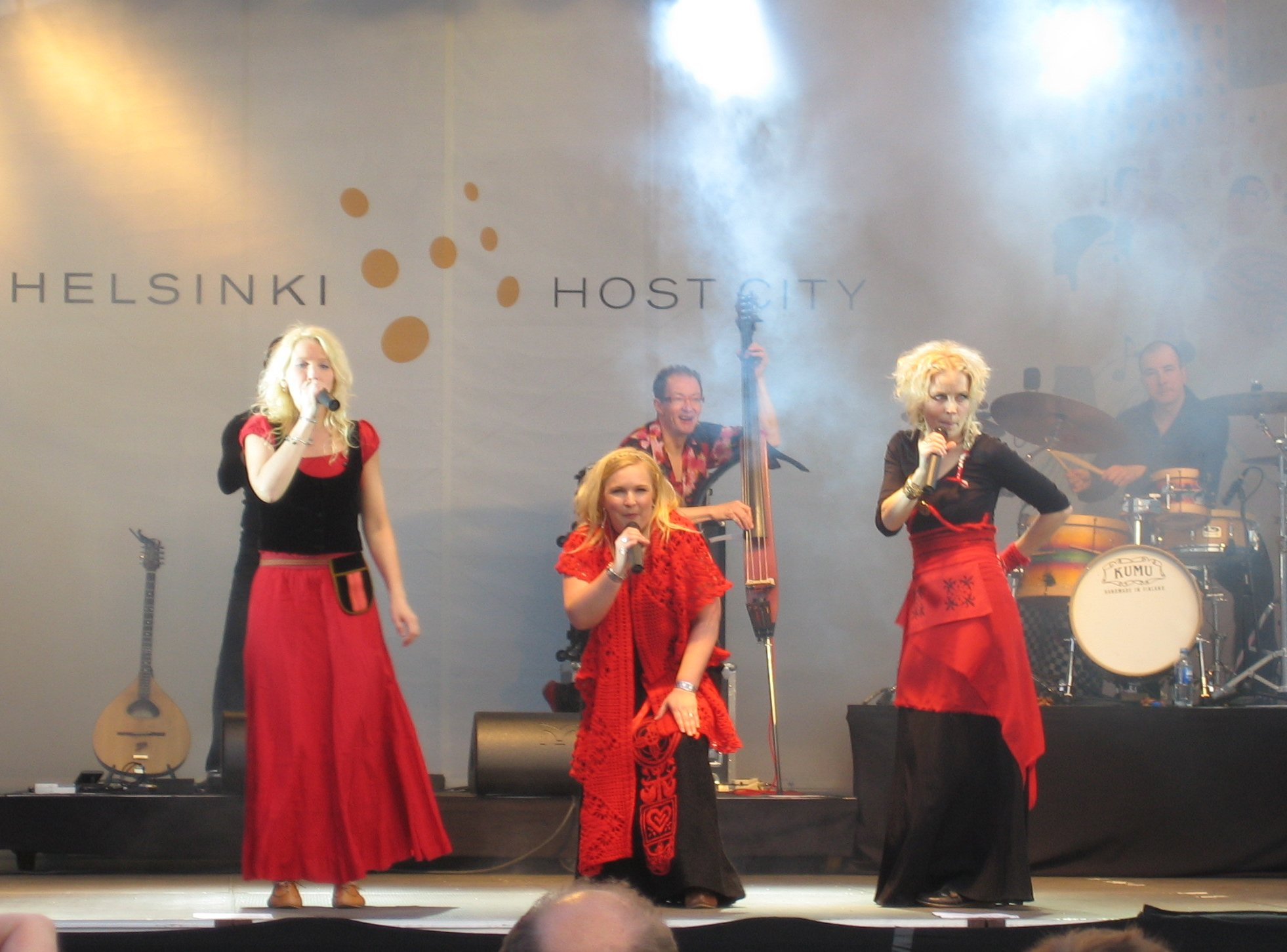
Zespół podczas koncertu w Helsinkach w maju 2007

Värttinä (pol. „wrzeciono”) – fiński zespół folkowy założony w 1983 roku w miejscowości Rääkkylä w fińskiej Karelii.

## Historia
Początki zespołu sięgają roku 1983, kiedy to w Rääkkylä powstał dziecięcy zespół folklorystyczny, śpiewający ludowe pieśni Karelii przy akompaniamencie tradycyjnych instrumentów. 21-osobowy zespół wykonywał tradycyjne utwory w nowatorski sposób, dzięki czemu szybko stał się rozpoznawalny w Finlandii. Nagranie w [1987 pierwszej płyty zatytułowanej Värttinä zawierającej nowe aranżacje ludowych pieśni karelskich oraz występy na festiwalu muzyki folkowej w Kaustinen przyniosły grupie tytuł „zespołu roku”. Druga płyta, pod tytułem Musta Lindu (Black Bird), wydana w 1989 roku, zawierała ponownie tradycyjne utwory w nowych aranżacjach.
Pod koniec roku 1989 zespół opuściło wielu członków. Pozostali: wokalistki – siostry Mari i Sari Kaasinen, Kirsi Kähkönen i Minna Rautiainen – oraz muzyk Janne Lappalainen postanowili jednak kontynuować działalność. Zespół przyjął nowych członków, wśród których znaleźli się wokalistka Sirpa Reiman oraz czterej instrumentaliści: Kari Reiman, Tom Nyman, Tommi Viksten i Riitta Potinoja. Dziełem nowego zespołu była wydana w 1991 roku płyta Oi Dai zawierająca już własne kompozycje grupy. Szybko zyskała ona status złotej, a później platynowej płyty. Po jej wydaniu doszło do kolejnych zmian w składzie zespołu, a mianowicie zespół opuścili Minna Rautiainen i gitarzysta Tommi Viksten, którego zastąpił Reijo Heiskanen.
Kolejna płyta – Seleniko (1992) – została wydana również w USA i krajach Beneluksu. W tym samym roku zespół rozpoczął występy poza granicami Finlandii. Piątą płytą była wydana w 1994 roku Aitara, która była pierwszą płytą zespołu wydaną w Japonii. Podobnie jak na innych płytach piosenki przeplatane są partiami instrumentalnymi lub a cappella. W 1994 roku do zespołu dołączył perkusista Anssi Nykänan, jednak w 1995 zastąpił go Marko Timonen. W 1996 roku zespół opuścili Sari Kaasinen oraz Riitta Kossi, dołączyła z kolei, grająca na akordeonie, Susan Aho.
Tytuły trzech kolejnych płyt, Kokko (1997), Vihma (1998) i Imatar (2000) to postaci z fińskiej mitologii. W 1998 roku, po dołączeniu do zespołu akordeonisty Markku Lepistö, Susan Aho wzmocniła sekcję wokalną zespołu, a niedługo później z zespołu odeszła Sirpa Reiman. Ilmatar to pierwsza tak żywiołowa płyta zespołu, z wieloma dynamicznymi partiami wokalnymi.
W 2002 roku po raz kolejny skład zespołu został przebudowany. Po odejściu Kari Reiman, Pekka Lehti i Kirsi Kähkönen do zespołu dołączyli muzycy Lassi Logrén i Hannu Rantanen. W 2003 roku, w dwadzieścia lat od założenia grupy, wydana została płyta iki. W latach 2003–2005 zespół brał udział w przygotowywaniu ścieżki dźwiękowej do musicalu „Władca Pierścieni”. W 2006 roku została wydana płyta Miero.
Pod koniec roku 2008 zespół opuściło dwóch muzyków. Odeszli: Markku Lepistö (akordeon) i Janne Lappalainen (buzuki, saksofon). Zespół nie werbował nowych muzyków – wokalistki Mari Kaasinen i Johanna Virtanen zaczęły grać na kantele, Susan Aho zaś na akordeonie.
W latach 2009–2010 zespół miał przerwę. Pod koniec roku 2009 Värttinę opuścili Lassi Logren oraz Antto Varilo, a został przyjęty Matti Kallio, akordeonista i klawiszowiec. W 2010 roku Johanna Virtanen i Susan Aho wystąpiły w Eurowizji z piosenką "Työlki Ellää" jako duo Kuunkuiskaajat.
W 2011 zespół reaktywował się podczas koncertu na Himos Folk Festival 2011. Värttinä koncertowała między innymi w Polsce, Japonii, Finlandii i Belgii. Rozpoczęły się także nagrania do długo oczekiwanej płyty „UTU”, której producentem jest Matti Kallio.
Nowy album „UTU” został wydany 1 lutego 2012 i wywołał pozytywne komentarze. Wkrótce był na 1 miejscu w European World Music Chart. W sierpniu Värttinä dowiedziała się o zwycięstwie w WOMEX 2012 Artist Award. W tym samym roku opuściła zespół Johanna Virtanen. 21 października podczas koncertu na WOMEX wystąpiła po raz ostatni. Zastąpiła ją Karoliina Kantelinen.

## Obecny skład

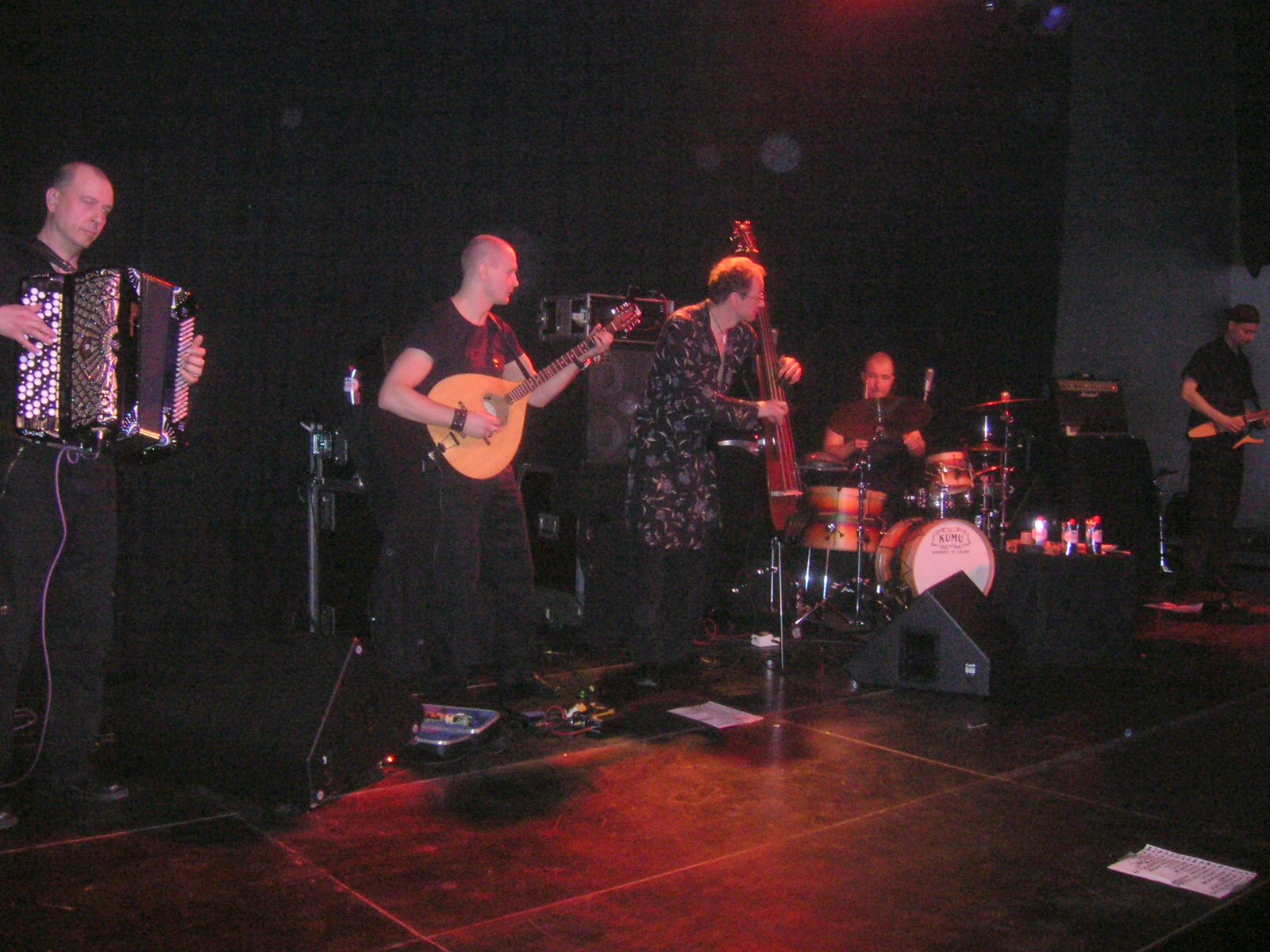

- Mari Kaasinen (wokal,kantele)
- Susan Aho (wokal,akordeon)
- Karoliina Kantelinen (wokal)
- Matti Kallio (akordeon, keyboard)
- Hannu Rantanen (kontrabas)
- Mikko Hassinen (perkusja)

## Dyskografia

### LP
- Värttinä (1987)
- Musta Lindu (1989)
- Oi Dai (1991)
- Seleniko (1992)
- Aitara (1994)
- Kokko (1996)
- Vihma (1998)
- Ilmatar (2000)
- 6.12 (2001) – album koncertowy
- iki (2003)
- Snow Angel (2005)
- Miero (2006)
- 25 (2007)
- UTU (2012)

### DVD
- Värttinä Archive Live DVD (2006)